# تافجيغت
تافجيغت  (بالإنجليزية: TAFAJIGHT)‏ هي جماعة قروية تابعة لإقليم صفرو ضمن جهة فاس بولمان بالمغرب. بلغ مجموع عدد سكان  تافجيغت حسب إحصاءات 2004م حوالي 2047 نسمة يعيشون في 330 أسرة.

## إحصاء عام
| السنة | عدد السكان | عدد الأسر | عدد الأجانب |
| ----- | ---------- | --------- | ----------- |
| 1994  | 2206       | 330       | °°°°        |
| 2004  | 2047       | 330       | 0           |